# Davorin Nemanič
Davorin Nemanič, slovenski gimnazijski profesor in jezikoslovec, * 10. marec 1850, Rosalnice, † 17. junij 1929, Zagreb

## Življenje in delo
V matični knjigi župnije Metlike je vpisan kot Martin Nemanič, starši so mu bili Jurij in Ana. Po končani osnovni šoli v Metliki in Novem mestu ter gimnaziji v Novem mestu in na Reki je študiral klasično filologijo in slavistiko na Dunaju. Služboval je od 1877 v Gorici (eno leto) in v Pazinu, od 5. febr. 1885 do 1900 kot ravnatelj sarajevske velike gimnazije, nato kot nadzornik za srednje šole v Bosni in Hercegovini do 1910, ko je bil upokojen. 
Ko je prišel v Pazin, ga je začelo zanimati čakavsko narečje v severnozahodni Istri, na otoku Krku in v hrvaškem Primorju; to narečje je temeljito raziskoval in zapisoval. Plod te raziskave je zbrano v delu Čakavisch-kroatische Studien, I. Accentlehre 1–3.  V njem je obdelal akcent samostalnikov, zaimkov, pridevnikov, števnikov in členkov. Ni pa obdelal akcenta pri glagolu in tudi ni priobčil oblikoslovja, kakor je prvotno nameraval. Te obravnave imajo danes pomen le še zaradi akcentskega mesta in kvantitete, ker Nemanič žal ni natančno ločil akcentskih kvalitet. Iz Pazina je Nemanič poslal Ljubljanskemu zvonu zanimivo narodno pripovedko Čegar sem bila lani hči, sem letos mati (1884), kateri motiv je podoben srbski narodni pesmi o zidanju Skadra. V istem letniku Ljubljanskega zvona je objavil tudi »Drobtine« za slovenski slovar, ki jih je nabral med Belokranjci v okolici Metlike. Za Sketovo Staroslovensko čitanko za višje razrede srednjih šol (Dunaj, 1894) je napisal članek Staroslovenska književnost. Kot Miklošičev učenec v njem še vedno zagovarja Kopitarjevo in Miklošičevo panonsko-slovensko teorijo o domovini starocerkvenoslovanskega jezika. Za znano delo Die österr.-ung. Monarchie in Wort und Bild. Bosnien und Hercegovina (Dunaj 1901) je opisal srbskohrvatski jezik in njegovo zgodovino v Bosni in Hercegovini.